# Mąkierski
Mąkierski (Mokierski) – polski herb szlachecki, według Wiktora Wittyga odmiana herbu Leliwa.

## Opis herbu
W polu błękitnym półksiężyc złoty rogami do góry obrócony, nad nim sześciopromienna gwiazda złota. Pomiędzy półksiężycem a gwiazdą trąbka myśliwska z nawiązaniem do góry.

## Najwcześniejsze wzmianki
Wiktor Wittyg wspomina Wojciecha Mokierskiego, który w r. 1570 opłaca pobór ze wsi Mokrego, woj. pomorskie, pow. tucholski, pisze jednak, że Mokierscy używali Leliwy bez odmiany. Herb odmienny przytacza za Emilianem Szeligą-Żernickim, który rzeczywiście podaje herb jak opisany wyżej, ale nazywa go Mąkierski i nie pisze, że jest to odmiana Leliwy. Żernicki wymienia Mąkierskich wśród szlachty pruskiej.

## Herbowni
Makierski - Mąkierski - Mokierski